# Jan Rączkowski
Jan Rączkowski (Jaś) (1861-1947) – technik naftowy, współodkrywca złóż ropy naftowej w Borysławiu.

## Życiorys
Jan Rączkowski urodził się 6 sierpnia 1861 w Siarach w powiecie gorlickim w rodzinie chłopskiej. Rodzicami Jana byli Jakub i Anna z Leszków. W jego rodzinnej miejscowości znajdowały się złoża ropy naftowej, które eksploatowano od XVII wieku. W 1852 nieopodal wsi w Pustym Lesie Stanisław Jabłonowski uruchomił pierwszą na świecie kopalnię oleju skalnego.
W 1876 J.Rączkowski jako 15 latek podjął pracę w kopalni nafty Władysława Dębowskiego, szybko został robotnikiem kwalifikowanym a w 1888 majstrem wiertniczym.
1 września 1888 rozpoczął pracę w Sękowej w firmie wiertniczej Władysława Długosza. Po bankructwie w 1892 firmy Długosza, zatrudnił się razem ze swoim byłym pracodawcą w Galicyjsko Karpackim Towarzystwie Naftowym Wiliama Mac Garveya. Zostali skierowani do prac wiertniczo-poszukiwawczych w okolice Borysławia. Prowadzili wiercenia w średnich pokładach, gdyż płytko położone złoża ropy były na wyczerpaniu. Ponieważ rezultaty wierceń były niezadowalające McGarvey w 1894 nakazał likwidację szybu. Długosz i Rączkowski postanowili nie przerywać prac (na własną odpowiedzialność). Długosz wyjechał po fundusze na dalsze prace. Rączkowski zaś przekonał robotników do pracy bez wynagrodzenia, zakupił dwie stare drewniane stodoły jako opał do maszyny parowej i kontynuował wiercenie. Po przewierceniu zaledwie 12 metrów nastąpiła silna erupcja gazu i ropy, zostały odkryte duże złoża ropy i gazu.
McGarvey mianował Długosza dyrektorem kilku kopalń ropy naftowej w Borysławiu, Rączkowski został w 1896 kierownikiem jednej z nich m.in. kierował sekcjami Bank oraz Glinik i Ścigalski. Ponieważ Rączkowski miał trudności z pisaniem, prawdopodobnie nie ukończył żadnej szkoły, posiadał pieczątkę z faksymile swojego podpisu. Wszelkie raporty techniczne i ekonomiczne spisywał za niego pisarz kopalniany. Mimo braku wykształcenia, cieszył się opinią doskonałego fachowca, specjalisty od odwiertów o skomplikowanej strukturze geologicznej i głębszych niż 1000 metrów oraz od usuwania awarii szybów wiertniczych czy od pogłębiania wyczerpujących się szybów. Posiadał dar nieomylnego niemal rozpoznania złóż ropy, jakby dodatkowy zmysł, czuł ropę, jego wskazania były trafniejsze niż Długosza czy geologa Rudolfa Zubera, krążyły o tym po Borysławiu legendy.
Rączkowski był znany i popularny w mieście i w środowisku borysławskich nafciarzy jako Jaś. Należał do Związku Polskich Techników Wiertniczych i Naftowych w Borysławiu oraz był członkiem miejscowego Sokoła, nie żałował też pieniędzy na różne cele społeczne. W 1913 był w Wiedniu wśród zaproszonych gości na jubileuszowe uroczystości Galicyjsko Karpackiego Towarzystwa Naftowego Wiliama Mac Garveya. Mimo przejęcia po I wojnie światowej firmy przez kapitał francuski nadal pracował jako kierownik kopalni. W 1927 przeszedł na emeryturę, osiadł w Trzcinicy w powiecie jasielskim, gdzie kupił od oficera austriackiego willę.
Rączkowski był żonaty z Józefą z Haluchów. Mieli dwie córki:
- Zofię Świętnicką – żonę kierownika kopalni.
- Marię Michalewską - żonę oficera i kierownika kopalni.

Jan Rączkowski zmarł 16 czerwca 1947 w Trzcinicy i został pochowany na miejscowym cmentarzu.